# Gavriil Popov
Gavriil Nikolajevitj Popov (ryska: Гаврии́л Никола́евич Попо́в), född 12 september (g.s. 30 august), 1904 i  Novotjerkassk, Donkosackernas land, död 17 februari 1972 i Repino, Leningrad oblast, var en rysk tonsättare.

## Biografi
Mellan 1917 och 1922 studerade Popov piano och komposition vid konservatoriet i Rostov-na-Donu. Han fortsatte sina studier vid Leningradkonservatoriet för Leonid Nikolajev i piano samt Vladimir Sjtjerbatjov och Maksimilian Steinberg i komposition och han fick examen 1930. Därefter var Popov verksam som konsertpianist. 
Hans kammarsymfoni för sju instrument från 1927 och hans första symfoni från 1933 tycktes visa på en framgångsrik bana som tonsättare. Symfonin tilldelades andra pris i en kompositionstävling. Den fick sitt uruppförande i mars 1935 i Leningrad under ledning av den från nazismen flydde dirigenten Fritz Stiedry. Men snart förkunnade "Kommittén för kontroll av kulturevenemang och repertoar” att symfonin återspeglade en felaktig ideologi. Detta uppförande blev därför det enda av symfonin under Popovs livstid. Idag står det utom allt tvivel att detta var ett av det sovjetiska 30-talets allra bästa verk, en kraftfull och egensinnig symfoni. Det finns inflytanden från denna symfoni på Sjostakovitjs fjärde symfoni. Popovs symfoni återupptogs på repertoaren först under 1980-talet och fick sin världspremiär på skiva först år 1995.
Gavriil Popov blev en av de tonsättare som pekades ut i samband med den stora kampanjen mot de sovjetiska tonsättarna 1948. Alla dessa upplevelser gjorde Popov till alkoholist . Hans senare produktion blev mer konservativ för att undvika faran att bli utpekad som formalist. Det finns dock en del goda kompositioner i denna produktion. På grund av pressen från det kommunistiska systemet komponerade han också en del politiska verk som den fjärde symfonin ”Fosterlandets ära” och en kantat ”Ära vare vårt parti”. Han skrev också musik till flera filmer.

## Verk i urval

### Orkesterverk
- Symfoni nr 1 op.7 (1927-34)
- Symfoni nr 2 g-moll/a-moll op.39 "Fosterland" (1943)
- Symfoni nr 3 op.45 "Den heroiska" för stråkorkester (1939-46)
- Symfoni nr 4 op.47 "Fosterlandets ära" för solist och blandad kör a capella (1948/49)
- Symfoni nr 5 A-dur op.77 "Pastoral" (1956/57)
- Symfoni nr 6 B-dur op.99 "Den festliga" (1969)
- Symfoni nr 7 (1970, Fragment)
- Symfonisk svit nr 1 op.14 med musik till filmen "Komsomol leder elektrifieringen" med sopran- und barytonsolon (1933)
- Divertimento för orkester op.23bis (1938)
- "Spanien", 7 miniatyrer för orkester op.28 (1940)
- Teater- och filmmusik

### Konserter
- Pianokonsert op.24
- Violinkonsert op.103/17
- Konsert-poem för violin och orkester op.17 (1937)
- Violoncellkonsert op.71
- Symfonisk aria för violoncell och stråkorkester op.43 "In Memoriam A. N. Tolstoj" (1945)

### Vokalmusik
- "Alexander Nevskij", opera op.25 (1938-42, ofullbordad)
- "Till seger", heroisk uvertyr-kantat för baryton, kör och orkester (1944)
- "Heroiskt poem för Lenin" för soli, kör och orkester op.58 (1950)
- "Leve vårt parti", poem-kantat för kör (1952)
- Ett flertal verk för kör och barnkör
- Kammar- och pianomusik
- Oktett Ess-dur op.9 (1927)
- Septett C-dur op.2 "Kammarsymfoni" (1927)
- Kvintett för flöjt, klarinett, trumpet, violoncell och kontrabas (1958)
- "Kvartettsymfoni" för stråkkvartett op.61 (1951)
- Concertino för violin och piano op.4 (1926/27)
- Stor svit för piano op.6 (1927)
- 2 pianostycken op.1 (1925)
- 2 marscher för piano op.51 (1948)
- Tre lyriska poem för piano op.80 (1957)